# Роблес, Франсиско
Хуан Франсиско де Роблес-и-Гарсия (исп. Juan Francisco de Robles y García; 5 мая 1811, Гуаякиль, Королевская аудиенсия Кито — 7 марта 1893, Гуаякиль, Эквадор) — эквадорский военный, государственный и политический деятель, президент страны с 16 октября 1856 по 31 августа 1859 года.

## Биография
Родился в семье военного. В 12-летнем возрасте поступил в мореходное училище в Гуаякиле. В 1828 году участвовал в сражениях Колумбийско-перуанской войны (1828—1829), отличился в морской битве при Малпело против перуанского флота, пытавшегося заблокировать Гуаякильский залив. За проявленные в боях мужество и хладнокровие был рекомендован для продвижения по службе.
В 1841 — командующий, в 1847 — главнокомандующий вооружённых подразделений в Гуаясе. В 1848 — полковник сухопутной армии, участвовал в государственном перевороте в феврале 1850 года. В 1851 стал бригадным генералом.
В 1854 назначен губернатором провинции Гуаяс.
С 16 октября 1856 по 31 августа 1859 года занимал пост президента Эквадора. После его отказа от занимаемой должности в 1860 году произошла битва при Гуаякиле — заключительное и ключевое сражение в Эквадорской гражданской войне.
Позже был сослан в Чили, оттуда отправился жить в Перу. Во время президентства Гарсиа Морено, продолжая жить в изгнании, организовал вооруженную экспедицию для его свержения, но потерпел поражение. После убийства Гарсиа Морено, участвовал в революции против президента Антонио Борреро.

## Галерея
- Франсиско Роблес в 1800-е годы